# Alexandre Krysiński de Leliwa

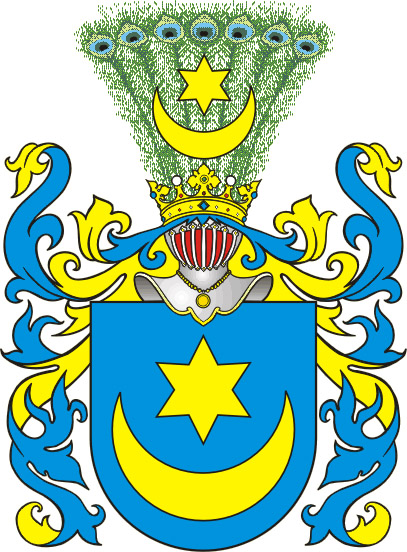
Blason du clan des Leliwa

Aleksander Krysiński herbu Leliwa (Alexandre Krysiński des armoiries Leliwa) né le 12 février 1802 et mort le 9 septembre 1864, surnommé l'ange noir de l'insurrection polonaise de 1830, est un général et homme politique polonais. Il descend de Leib Krysa, réformateur religieux juif du XVIIIe siècle et membre important du mouvement initié par Jacob Franck.  

## Biographie
Né à Varsovie le 12 février 1802, Aleksander Krysiński est diplômé en droit de l'Université de Varsovie en 1827. Il occupe la charge de substitut du procureur à la cour d’appel du Royaume de Pologne (Royaume du Congrès). 

### L'insurrection de 1830-1831
Le 5 décembre 1830, le général Józef Chłopicki, nommé chef de l'insurrection désigne Aleksander Krysiński le secrétaire de son état major (Sekretarz Dyktatora). Krysiński démissionne de ce post  en janvier. Il devient alors aide de camp du nouveau commandant en chef, Jan Skrzynecki. 
Le 6 avril 1831, le lieutenant Krysiński est décoré de l’ordre Virtuti Militari, la plus haute décoration militaire polonaise. 
Le 26 mai, il est blessé une première fois à la bataille d'Ostrołęka et transporté à Varsovie. 
Le général Skrzynecki ne fait l'unanimité parmi les insurgés. Il temporise et les partisans de la lutte le considèrent responsable de la paralysie de l'insurrection. De fait, Krysiński, lui aussi, est considéré par certains comme "un partisan masqué de la Moscovie". 
Nommé capitaine, Krysiński poursuit pourtant la lutte jusqu'à la fin de l'été 1831 et est grièvement blessé dans les derniers combats. Un journal autrichien annonce même (à tort) sa mort.

### Premier exil et retour en Russie
Comme tous les insurgés polonais, Krysiński est contraint à l'exil. Après plusieurs années de pérégrinations en Europe, il finit par reprendre du service en Russie. Le 13 septembre 1838, il est nommé conseiller militaire auprès du gouverneur de Iaroslavl au rang de colonel,. Devenu conseiller d'état, il épouse à Moscou Eudoxie Tolboukhine, issue de l'ancienne famille russe des comtes Tolboukhine, descendante de Riourik et cousine germaine par sa mère, Elena Lvovna Tolstaya, des Tolstoï et du grand poète russe Fiodor Tiouttchev. 

### Exil définitif à Paris
Ce retour en grâce ne dura qu'une dizaine d’années. En effet, le 19 juin 1847, la Gazeta urzędowa Królestwa Polskiego annonce que, par ordre du jour du 31 mai, le conseiller d’état Krysiński est libéré du service du ministère de l’Intérieur. Pour Krysiński, qui a refusé de se prêter à la politique de russification de la Pologne, cela signifie de nouveau l'exil. Il s'installe à Paris. Cette fois définitivement. 
En mai 1848 paraît à Bruxelles, chez Méline La question polonaise dans l’état actuel de l’Europe, par Alexander Krysiński, ancien secrétaire d’état, aide de camp du général en chef, conseiller d’état. Une seconde version paraîtra également en allemand (Die polnische Frage im gegenwärtigen zustande von Europa). 
Krysiński révèle dans cet opuscule que : 
« Les changements introduits dans notre législation civile, et surtout le nouveau code pénal, sont un des coups les plus funestes qui nous aient été portés. Comme j’ai déjà eu l’occasion de le dire, ces lois sont mauvaises en elles-mêmes : l’impéritie y dispute le pas à la cruauté ; et je ne saurais me féliciter assez d’avoir constamment refusé de concourir à l’enfantement de cet informe avorton. Les places, m’assurait-on, les richesses, les honneurs pleuvraient sur moi. Les honneurs ? Peut-être ; mais l’honneur ! Ne savais-je pas que le but qu’il fallait atteindre, c’était la dénationalisation du royaume, et son amalgame le plus complet avec la Russie ? Si l’avorton devait naître viable, je n’ai pas voulu attacher mon nom à sa vitalité. Polonais, je n’ai rempli que le plus impérieux de mes devoirs. »
La brochure semble avoir un certain succès. La France Nouvelle, un de ces journaux politiques et littéraires qui fleurissent brièvement en 1848 (le premier numéro parut le 20 mai 1848 et le dernier le 24 juin de la même année ; le rédacteur en chef du journal est Alexandre Dumas), la mentionne dans son sixième numéro le vendredi 26 mai et en livra un résumé. 
Désormais sans occupation politique ou militaire, Krysiński s'intéresse à la philosophie et assiste aux cours d’Auguste Comte au cours de l’hiver 1847-48. Il est même à l'origine de la rencontre entre Émile de Girardin et le philosophe français. 
Krysiński se fond progressivement dans la vie parisienne, devient membre du Cercle des chemins de fer et, aux côtés d'Osokin et de Halier, l'un des principaux joueurs de son époque, fréquentant assidûment le casino de François Blanc à Hombourg. 
Krysiński décède à Hombourg le 9 septembre 1864, à l'âge de soixante-deux ans. Il est le grand-père de l'homme politique et intellectuel polonais Władysław Folkierski par sa fille, Julia, et le beau-père du général Faure-Biguet, gouverneur de Paris, par sa fille Zofia. La poétesse Maria Krysińska est une de ses parentes.

## Œuvres
- La question polonaise dans l’état actuel de l’Europe, Méline, Cans et Cie, 1848, 89 pages.
- Die polnische Frage (einzig mögliche Lösung) in dem gegenwärtigen Zustande Europa, Jügel, 1848, 69 pages.

## Distinctions
- Virtuti Militari (polonais)
- Commandeur de l'ordre de Saint-Stanislas